# Calamospiza
Calamospiza is een geslacht van vogels uit de familie van de  Amerikaanse gorzen). Het geslacht telt één soort:
- Calamospiza melanocorys – Prairiegors